# D’Pharaoh Woon-A-Tai
D’Pharaoh Woon-A-Tai (* 19. September 2001 in Toronto) ist ein kanadischer Filmschauspieler.

## Leben
D’Pharaoh Woon-A-Tai wurde 2001 im kanadischen Toronto geboren. Er hat einen Zwillingsbruder namens Mi'De Xxavier und noch vier weitere Geschwister. Sein vollständiger Name D’Pharaoh Miskwaatez Loescher McKay Woon-A-Tai verweist auf seine Oji-Cree-, guyanischen und deutschen Vorfahren. Er ist der Enkel des Shotokan-Ausbilders Frank Woon-A-Tai mütterlicherseits. Sein Großvater väterlicherseits ist Alex McKay, ein Anishinaabemowin-Sprachprofessor an der Universität von Toronto in der Abteilung für Indigene Studien. Woon-A-Tai wuchs im Viertel Esplanade auf und besuchte die Nelson Mandela Park Public School. Jedes zweite Wochenende verbrachten er und seine Geschwister bei der Familie seines Vaters in Big Trout Lake. An der Council Fire im Regent Park lernte er indigenes Trommeln.
Sein Filmdebüt als Schauspieler gab er in der Rolle von Hank in dem Film Beans von Tracey Deer, der beim Toronto International Film Festival 2020 seine Premiere feierte. In der Fernsehserie Reservation Dogs spielt er seit 2021 Bear Smallhill. In dem Mystery-Thriller Only the Good Survive von Dutch Southern war er an der Seite von Sidney Flanigan in der Rolle eines jugendlichen Einbrechers zu sehen.

## Filmografie
- 2018: Chase (Fernsehserie, 3 Folgen)
- 2019: Murdoch Mysteries (Fernsehserie, 2 Folgen)
- 2019: Wenonah (Kurzfilm)
- 2020: Beans
- 2021–2023: Reservation Dogs (Fernsehserie)
- 2023: Fitting In
- 2023: Only the Good Survive
- 2025: Warfare

## Auszeichnungen
Critics’ Choice Television Award
- 2023: Nominierung als Bester Hauptdarsteller in einer Comedyserie (Reservation Dogs)
- 2024: Nominierung als Bester Hauptdarsteller in einer Comedyserie (Reservation Dogs)

Emmy
- 2024: Nominierung als Bester Hauptdarsteller – Comedyserie (Reservation Dogs)

Independent Spirit Award
- 2022: Auszeichnung als Mitglied des Best Ensemble Cast in a Scripted Series (Reservation Dogs)